# Frank Major
Frank Major (ur. 3 października 1970 w Budapeszcie) – węgierski aktor i reżyser filmów pornograficznych, także kulturysta i osobisty trener. 

## Życiorys
Urodził się w Budapeszcie. W 1998, w wieku 28 lat trafił do branży pornograficznej i wziął udział w produkcjach Private - Private Triple X Files 11: Jennifer, Private Triple X Files 12: Eat Up i Private Gold 33: Cuntry Club. Wkrótce Rocco Siffredi zaangażował go do sceny gang bang w True Anal Stories 4 (1999). Potem pojawił się w produkcjach Christopha Clarka: Euro Angels 15: Can Openers (1999), Euro Angels 16: Filling in the Void (1999) i Euro Angels 17: Behind in Their Work (1999) oraz w serii filmów Hustler w reżyserii Pierre’a Woodmana: Superfuckers 2 (2000), Superfuckers 15 (2002) i Superfuckers 19 (2002).
Występował pod pseudonimami: Ferenc Gabor, Ferenc Major, Ferenz, Franco Terenzi, Frank M, Frank M., Frank Mayer, Frank Mayor, Frank Meyer, Krank Major, Mark Harris i Rocc Kazzon. Długość jego penisa podczas erekcji wynosiła 23 cm. 
Brał też udział w produkcjach gonzo, w tym Assman 28 (2005) w reżyserii Raula Cristiana, a także filmach Vidéo Marc Dorcel (VMD), w tym Russian Institute: Lesson 7 (2006), Russian Institute: Lesson 9 Special Camping (2006), Oksana: Pornochic 10 (2006), Suzie: Pornochic 13 (2006), Russian Institute: Lesson 17: Sex Lesson  (2007), Secrétaires prêtes à tout (2012), Russian Institute: Lesson 18: the Headmistress (2012) czy Russian Institute: La Directrice (2013).
Od 2005 roku zaczął też reżyserować, m.in.: Thassit! 3 (2005), Anal Empire 1 (2005), PerverCity (2007), Anal Bandits (2007), PerverCity 2 (2008), Private Blockbusters 2: DownWard Spiral (2008), Analogical (2008) czy Private Lesbian 10: Taste My Lips (2009).

## Nagrody i nominacje
| Rok  | Nagroda           | Kategoria                                              | Film                                     | Inni wykonawcy | Rezultat  |
| ---- | ----------------- | ------------------------------------------------------ | ---------------------------------------- | -------------- | --------- |
| 2000 | Hot d’Or          | Najlepszy debiutant europejski                         | –                                        | –              | Nominacja |
| 2008 | AVN Award         | Najlepszy wykonawca zagraniczny roku                   | –                                        | –              | Nominacja |
| 2009 | AVN Award         | Najlepszy reżyser filmu zagranicznego                  | Downward Spiral (2008)                   | –              | Nominacja |
| 2011 | XBIZ Award        | Wykonawca zagraniczny roku                             | –                                        | –              | Nominacja |
| 2011 | AVN Award         | Najlepszy zagraniczny wykonawca roku                   | –                                        | –              | Nominacja |
| 2013 | Galaxy Awards     | Najlepsza seria w Europie                              | AssholeFever.com                         | –              | Wygrana   |
| 2016 | AVN Award         | Najbardziej skandaliczna scena seksu                   | Behind the Mask (2015)                   | Latex Lucy     | Nominacja |
| 2017 | AVN Award         | Najlepszy reżyser zagranicznej produkcji niefabularnej | Léa Guerlin au dortoir des filles (2016) | –              | Nominacja |
| 2018 | XBIZ Europa Award | Reżyser roku                                           | –                                        | –              | Nominacja |
| 2018 | AVN Award         | Najlepszy reżyser zagranicznego filmu niefabularnego   | Joueuse de Tennis (2016)                 | –              | Nominacja |
| 2019 | XBIZ Award        | Wykonawca zagraniczny roku                             | –                                        | –              | Nominacja |
| 2019 | XBIZ Europa Award | Reżyser roku                                           | –                                        | –              | Nominacja |
| 2020 | AVN Award         | Najlepszy reżyser zagranicznej produkcji               | Escorte de luxe 6: Alexis (2018)         | –              | Nominacja |
| 2020 | XBIZ Award        | Reżyser zagraniczny roku                               | –                                        | –              | Nominacja |
| 2021 | AVN Award         | Najlepsze zdjęcia filmowe                              | Nuit a Budapest (2019)                   | –              | Nominacja |
| 2021 | AVN Award         | Najlepszy reżyser zagranicznej produkcji               | Jour avec Clea (2019)                    | –              | Nominacja |
| 2023 | AVN Award         | Najlepsze portfolio reżyserskie – międzynarodowe       | –                                        | –              | Nominacja |
| 2024 | AVN Award         | Najlepsze portfolio reżyserskie – międzynarodowe       | –                                        | –              | Nominacja |